# John Lothrop

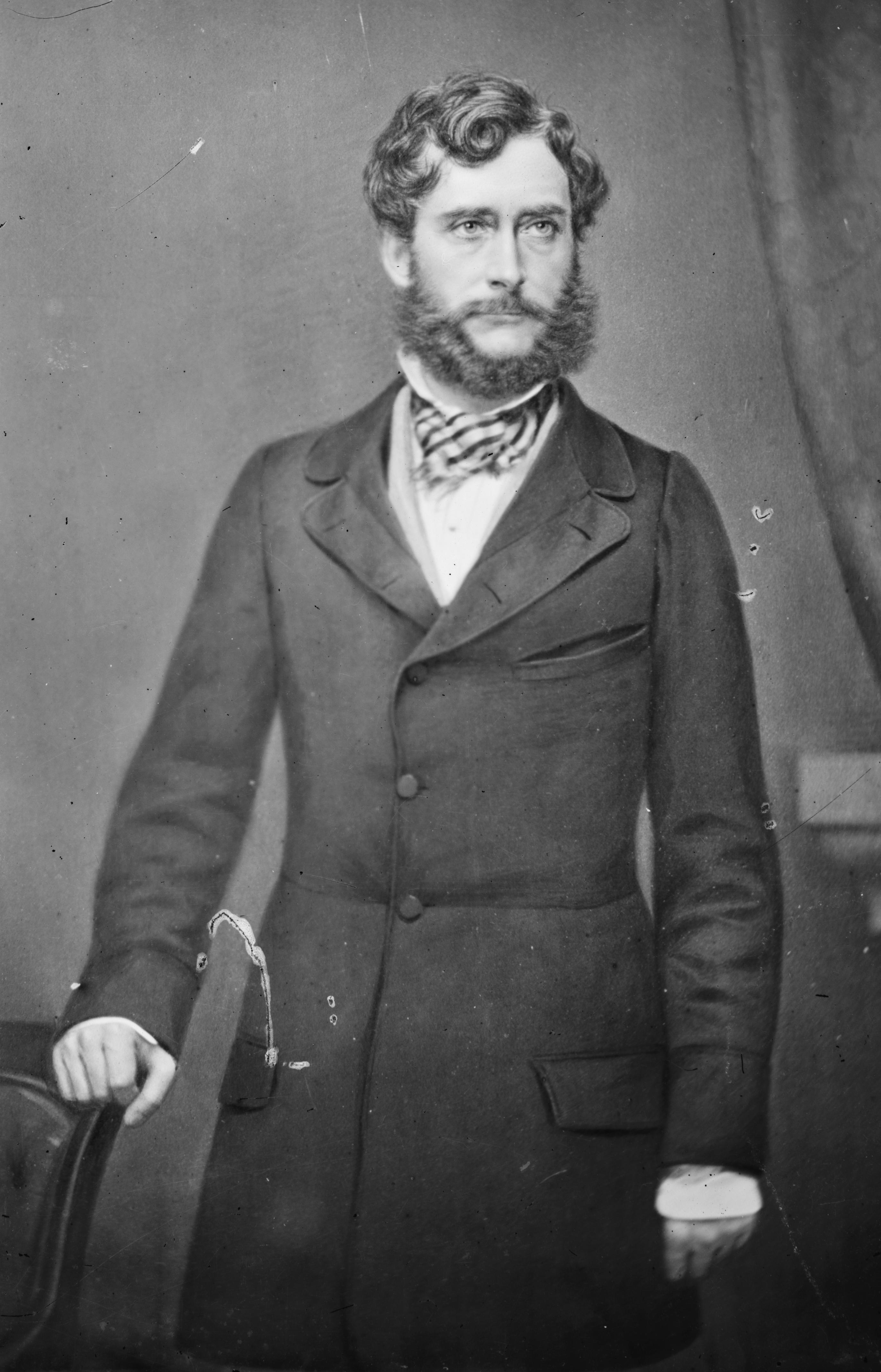
John Lothrop Motley

John Lothrop Motley (15 de abril de 1814 - 29 de mayo de 1877) fue un historiador estadounidense.
Educado en la Boston Latin School, se graduó en la Universidad de Harvard en 1831. Después estudió en la Universidad de Göttingen, donde conoció y se hizo amigo de Otto von Bismarck. Continuó en la Universidad Humboldt de Berlín. Tras recorrer Europa, regresó a Estados Unidos en 1834 donde terminó su formación en derecho.
En 1841 comenzó a trabajar en la legación diplomática estadounidense en San Petersburgo, pero renunció al cabo de tres meses. De vuelta a América, se decidió finalmente por su vocación literaria, después de que viera la luz unos años antes su primera novela,  Morton's Hope, or the Memoirs of a Provincial. Además de publicar varios artículos de historia y ensayos críticos en la North American Review (el más conocido de ellos, Polity of the Puritans), escribió su segunda novela, Merry Mount, a Romance of the Massachusetts Colony (1849), basada en la extraña historia del colono Thomas Morton.
Viajó a Europa en 1851 para seguir completando una obra histórica iniciada años atrás sobre los Países Bajos, en concreto sobre el periodo de las Provincias Unidas. Después de investigar en archivos históricos de Dresde, Bruselas y La Haya, cinco años más tarde publicó su obra, The Rise of the Dutch Republic, que resultó un éxito y fue traducida a varios idiomas. Siguió con una obra aún mayor sobre los Países Bajos, The United Netherlands, publicada en varios volúmenes. En este tiempo, exactamente en 1861, tras estallar la guerra civil estadounidense, publicó en The Times dos cartas en defensa de las posiciones federalistas, lo que llamó la atención del Presidente Lincoln. En parte por esto, fue nombrado para la embajada en Austria, puesto que ocupó durante seis años hasta 1867. De 1869 a 1870 fue embajador en el Reino Unido.
Después de una corta estancia en los Países Bajos, regresó a Inglaterra, ya enfermó, falleciendo en Dorchester, Dorset.
Es considerado un gran historiador, que prestó una especial atención a la fidelidad en los detalles y a las características de los protagonistas de los hechos, escribiendo con un estilo brillante, literario y muy personal. Una edición de sus trabajos históricos fue publicada en nueve volúmenes en Londres.